# 데이보스
데이보스(deiwos) 또는 로드(Род), 프라보그(Prabog)는 슬라브 신화의 창조신이다.

## 이름
본래 슬라브조어를 사용하던 원시 슬라브인들은 창조신의 이름을 원시 인도유럽 신화의 천공신인 디에우스에서 파생된 신격인 데이보스라 불렸지만, 이후 슬라브족이 동슬라브족, 서슬라브족, 남슬라브족으로 갈라진 후 동·서슬라브족과 남슬라브족은 창조신의 본래 이름인 데이보스 대신 각각 로드와 프라보그라는 호칭을 더 많이 사용하기 시작하면서 데이보스 대신 로드라는 호칭이 더 잘 알려지게 되었다.

## 신화
슬라브 신화에 의하면, 우주는 하나의 '거대한 새'이며 이 거대한 새가 낳은 황금의 알에서 세계가 시작되었다고 한다. 이 황금의 알은 마치 태양처럼 암흑에서 빛나는 존재임과 동시에 어둠의 세계인 나비에서 빛의 세계인 프라비로 이끄는 나비와 프라비 사이의 매개적 요소로 여겨졌다. 이후 이 알 속에서 태어난 세계의 근원이자 우주의 창조자인 데이보스는 눈에 보이지 않는 어둠의 세계인 크라비에서 눈에 보이는 빛의 세계인 프라비를 분리하였으며 크라비를 구성하는 어둠의 요소인 크리브다에서 프라비를 구성하는 빛인 프리브다를 분리해내었다고 한다. 어둠과 빛의 세계가 분리된 다음에는 크리브다의 힘이 구현된 신인 체르노보그와 프리브다의 힘이 구현된 신인 벨로보그가 태어나 각각 크리브다의 세계인 크라비와 프라비의 세계인 프라비를 다스렸다고 한다.

## 같이 보기
- 슬라브 신화
- 브라흐마